# Micrathena bogota
Micrathena bogota es una especie de araña araneomorfa del género Micrathena, familia Araneidae. Fue descrita científicamente por Levi en 1985.
Habita en Colombia.